# Mistrzostwa Polski w rugby 7 kobiet (2023/2024)
Mistrzostwa Polski w rugby 7 kobiet (2023/2024) – rozgrywki drużyn rugby 7, mające na celu wyłonienie najlepszej kobiecej drużyny w Polsce w sezonie 2023/2024, organizowane przez Polski Związek Rugby; osiemnasta edycja Mistrzostw Polski w rugby 7 kobiet. Mistrzostwa były rozgrywane w formie serii turniejów, a mistrzyniami Polski zostały Biało-Zielone Ladies Gdańsk, które wygrały siedem spośród ośmiu turniejów i zdobyły tytuł po raz czternasty z rzędu. Srebrny medal wywalczyła Legia Warszawa, a brązowy Mazovia Mińsk Mazowiecki. 

## System rozgrywek
Mistrzostwa zaplanowano w formie serii turniejów. O mistrzostwie decydowała łączna liczba punktów przyznawanych w poszczególnych turniejach na podstawie klasyfikacji uczestniczących w nich drużyn. 
Drużyny uczestniczące w mistrzostwach dzielone były na ligi: ekstraligę i I ligę. Ekstraliga liczyła każdorazowo sześć zespołów, a pozostałe uczestniczyły w I lidze. W poszczególnych turniejach uczestniczyły zespoły wszystkich lig, natomiast rozgrywały one spotkania tylko w ramach swojej ligi. Drużyny, które zajęły ostatnie miejsce w danym turnieju w ekstralidze spadały do I ligi, natomiast drużyny z pierwszego miejsca w I lidze awansowały do ekstraligi. Spadki i awanse następowały po każdym turnieju. W przypadku nieprzystąpienia zespołu do turnieju, był on automatycznie degradowany o poziom niżej oraz karany odjęciem sześciu punktów turniejowych. 
W klasyfikacji turniejowej drużyny z ekstraligi zajmowały miejsca od pierwszego do szóstego, drużyny z I ligi – kolejne od siódmego. Drużyna, która zajęła pierwsze miejsce, otrzymywała do klasyfikacji ogólnej 30 punktów, a każda kolejna o dwa punkty mniej. W przypadku równej liczby punktów na koniec sezonu o wyższym miejscu w końcowej klasyfikacji miała decydować większa liczba startów w turniejach, a następnie wyższe miejsce w ostatnim turnieju.

## Przebieg rozgrywek
Faworytkami rozgrywek były Biało-Zielone Ladies Gdańsk, w których występowały liczne reprezentantki Polski. Wygrały one mistrzostwa po raz czternasty z rzędu, zwyciężając w niemal wszystkich turniejach. Do niespodzianki doszło jednak w siódmym turnieju mistrzostw, gdy gdańszczanki uległy w finale Legii Warszawa 10:12, przegrywając pierwszy turniej od 2021.
Lista turniejów i wyniki turniejowych finałów:
- 23 września 2023, Kraków
- 7 października 2023, Ruda Śląska
- 21 października 2023, Warszawa
- 4 listopada 2023, Mińsk Mazowiecki
- 23 marca 2024, Mińsk Mazowiecki
- 6 kwietnia 2024, Gdynia
- 20 kwietnia 2024, Ruda Śląska
- 4 maja 2024, Gdańsk

Łączna klasyfikacja mistrzostw i lokaty w turniejach:
| Pozycja | Drużyna                     | Liczba punktów | I turniej | II turniej | III turniej | IV turniej | V turniej | VI turniej | VII turniej | VIII turniej |
| ------- | --------------------------- | -------------- | --------- | ---------- | ----------- | ---------- | --------- | ---------- | ----------- | ------------ |
| 1.      | Biało-Zielone Ladies Gdańsk | 238            | 1         | 1          | 1           | 1          | 1         | 1          | 2           | 1            |
| 2.      | Legia Warszawa              | 226            | 2         | 2          | 2           | 2          | 2         | 2          | 1           | 2            |
| 3.      | Mazovia Mińsk Mazowiecki    | 196            | 7         | 4          | 3           | 3          | 4         | 3          | 3           | 4            |
| 4.      | Budowlani WizjaMed Łódź     | 180            | 4         | 3          | 4           | 6          | 7         | 4          | 5           | 5            |
| 5.      | Diablice Ruda Śląska        | 170            | 6         | 8          | 7           | 5          | 3         | 6          | 4           | 3            |
| 6.      | Arka Gdynia (rugby)         | 148            | 8         | 7          | 6           | 7          | 6         | 7          | 6           | 7            |
| 7.      | Bestie Kraków               | 148            | 3         | 5          | 5           | 4          | 5         | 5          | –           | 8            |
| 8.      | Black Roses Posnania Poznań | 132            | 5         | 6          | 10          | 8          | 8         | 8          | 8           | 9            |
| 9.      | AZS AWF Warszawa            | 120            | 9         | 9          | 9           | 9          | 10        | 9          | 7           | 6            |
| 10.     | Venol Atomówki Łódź         | 102            | 10        | 10         | 8           | 10         | 9         | 10         | 9           | 11           |
| 11.     | Rugby Biesal                | 70             | –         | 11         | 12          | 12         | 11        | 11         | 10          | 10           |
| 12.     | RC Częstochowa              | 42             | –         | 12         | –           | –          | 12        | 12         | 11          | 12           |
| 13.     | Amazonki Budowlani Lublin   | 20             | –         | –          | 11          | 11         | –         | –          | –           | –            |
| 14.     | Błyskawice Rzeszów          | 18             | –         | –          | –           | –          | 13        | 13         | –           | 13           |